# Keleti gótok

lila színnel látható a keleti és nyugati gótok útja

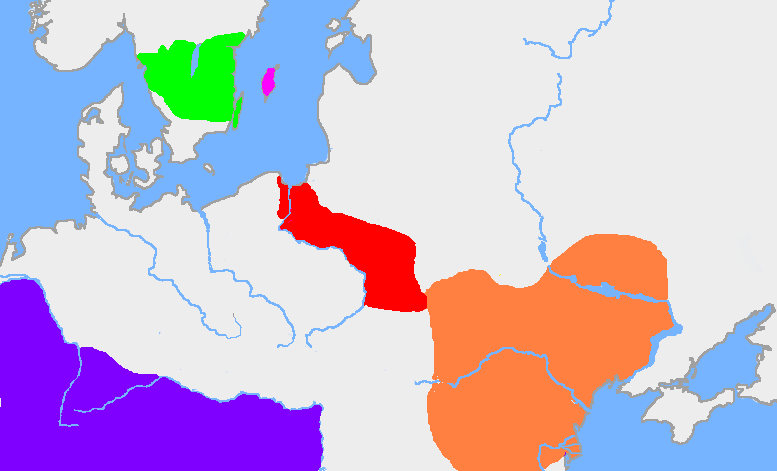

A keleti gótok (avagy osztrogótok) a Kr. u. 3. század végén kettévált gót nép keleti ágát képviselték (a másik ág: nyugati gótok). Elsőként a Panegyrici Latini említi őket külön, 291-ben. 376-ig önállóak voltak, akkor részben a hunok alattvalói lettek. A hunok bukása után, az 5. század végén Nagy Theodorik vezetésével alapítottak államot, amelyet a 6. század közepén Belizár és Narszész bizánci hadvezérek döntöttek meg. A Krím-félszigeten azonban még sokáig éltek gótok; a magyar államalapítást követően is jelen voltak a térségben, de végül a beáramló keleti török népekkel (kunok, besenyők, úzok) való folytonos érintkezés révén utolsó maradványaik is teljesen beolvadtak a krími tatárságba.

## Sztyeppei államuk
A gótok kettéválása után államuk kelet–nyugati irányban a Don és a Dnyeszter, észak–déli irányban a Pripjaty-mocsarak és a Fekete-tenger között terült el. Nyugati szomszédaik a nyugati gótok, a keletiek az alánok, az északnyugatiak a hasdingi vandálok voltak. Iordanes szerint tizenkét nép hódolt be nekik.
Nem sokkal 370 után az alánok országát addigra elfoglaló hunok a Donon átkelve támadni kezdték a keleti gótok falvait, és 375-ben Balambér hun nagykirály vezetésével legyőzték Hermanarik gót királyt. A király öngyilkos lett. Unokaöccsének fia, Vithimir követte őt a trónon, aki egy évvel később esett el valahol a Dnyeper és a Dnyeszter között (egy bizonyos Erak folyónál).

## A hunok idején
A keleti gótok nagy része, ahogyan korábban az alánok is, a hunok alattvalója lett, és velük együtt harcolt tovább. Kisebb részük Vithimir fiával, Viderikkel az élen nyugatra menekült. Mivel a király még gyermek volt, a tényleges vezetést a keleti gót Alateus és az alán Saphrax látta el. Nem messze táboroztak Athanarik nyugati gót királytól, amikor az vereséget szenvedett a hunoktól a Dnyeszter jobb partján. Valószínűleg ekkor őket is megtámadták a hunok, így tovább kellett menekülniük. Nem sokkal azután értek al Al-Dunához, hogy 200 ezer nyugati gót római engedéllyel átkelhetett a túlsó oldalra. Őket viszont a rómaiak nemkívánatosnak nyilvánították. Ennek ellenére tutajokon mégis sikerült titokban átkelniük, miután lovasaik kifigyelték az őrjáratozó flotta mozgását.
Ezután részt vettek a hunok harcaiban, ott voltak a catalaunumi csatában is.

## Pannóniai államuk

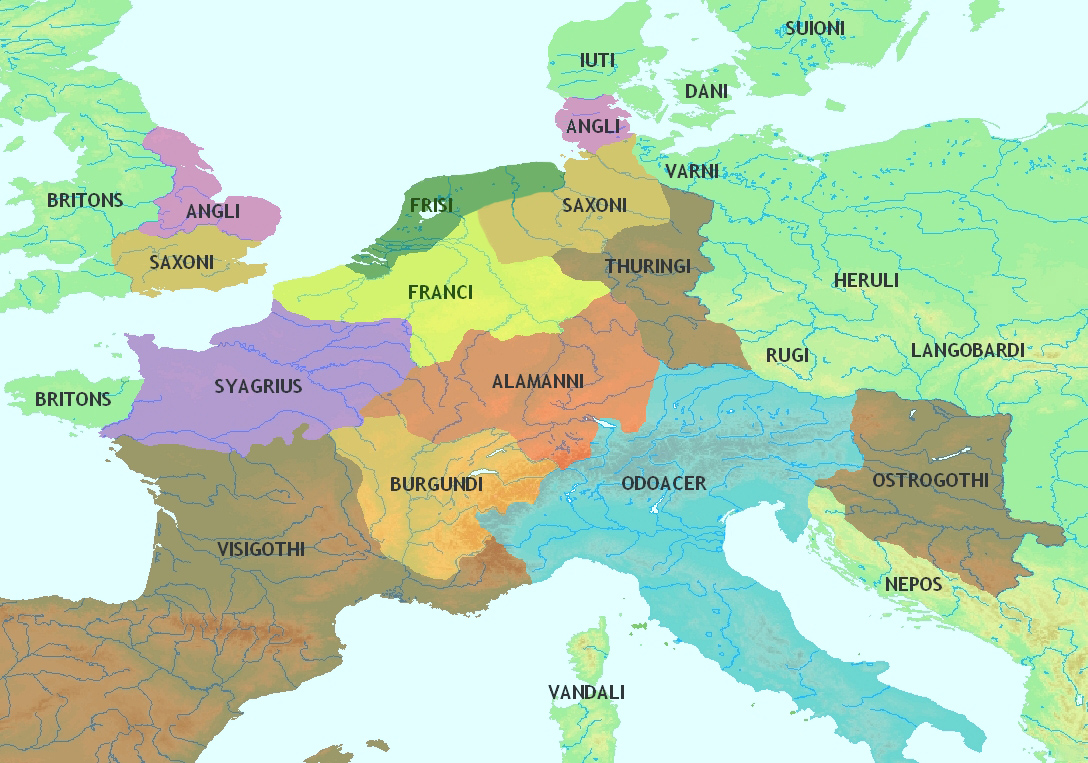
A pannóniai osztrogót szállásterület

Csak Attila 453-ban bekövetkezett halála után nyerték vissza függetlenségüket, ekkor Róma szövetségeseként letelepedtek a Római Birodalom területén. Később más, a hunok által elűzött gót törzsek is csatlakoztak hozzájuk.
Az Amalok házából való Walamir, Theodemir és Wiedemir alatt a gótok újra megerősödtek, így nemsokára le tudták verni a hunok új támadását. Országuk itt Vindobonától (ma Bécs) Sirmiumig (ma Szávaszentdemeter – Szerbia) terjedt.

## Itáliai államuk

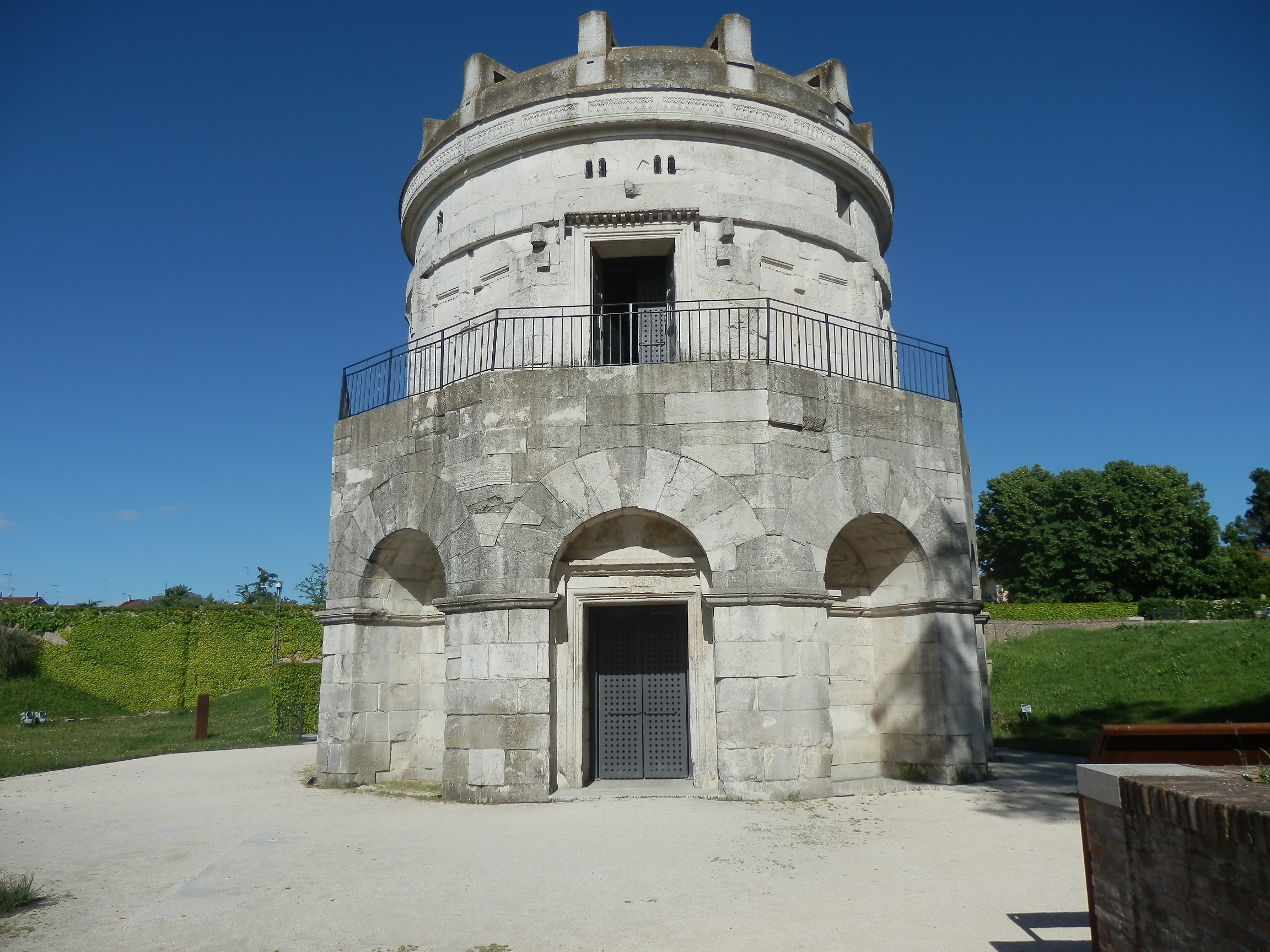
Theodorik Mauzóleuma Ravennában. Az igazi gót építészet egyetlen megmaradt emléke

475-ben Nagy Theodorik lett népe egyedüli királya. Ez Zénón keletrómai császárt segítette, aki 484-ben konzul lett. 486-ban megszakadt a két uralkodó közötti jó viszony, mivel Zénón a keleti gótoknak nem adott földeket. A veszélyes szövetségesektől megszabadulni kívánó császár Itália visszafoglalására biztatta őket, nekik ígérve azt a harmadrészt, amelyet Odoaker heruljainak adott. A gótok vállalkoztak erre: 489. augusztus 30-án átkeltek Itália határfolyóján, az Isonzón, miután Odoakert visszaszorították. A segítségül jött nyugati gótok kiszabadították Theodorikot Paviából, ahol Odoaker körülzárta. Theodorik ezután egész Itáliát meghódította, majd ő zárta körül Ravennában Odoakert. 493 februárjában szerződésre léptek, melynek értelmében társuralkodókká váltak. Odoakert azonban rövidesen megölték, és Theodorikot népe Itália királyává kiáltotta ki (493). A római pápa ezt először nem ismerte el, csak 498-ban született megegyezés, ekkor Theodorik megkapta a nyugati császárság jelvényeit.
A gótok megkapták a herulok területének részét, és nemzetségek szerint telepedtek le. A római államszervezetet Theodorik meghagyta, de a császári jogokat most már ő gyakorolta Itália királyaként. A herulokhoz hasonlóan a gótok is megtartották nemzetiségi szervezetüket, teljes hadseregüket maguk alkották. Theodorik a nemzeténél korábban szokásos népgyűléseket megszüntette, a gót nemességet pedig adó alá vetette.
Theodorik a külföldi uralkodókkal jó viszonyt ápolt. Anasztasziosz kelet-római császárral ugyan kisebb összeütközésbe keveredett, de nagyobb viszály nem robbant ki. A frankok ellen a germán fejedelmeket szövetségbe tömörítette, majd rokonságra lépett Klodvig frank királlyal, II. Alarik-hal és a Sigismund burgund királlyal is. Később a frankok ellen hadat viselt, 508-ban győzelmet is aratott fölöttük.
Theodorik fő célja a római kultúra elterjesztése lett a gótok között. A gót népet olyan törvénytiszteletre nevelte, hogy az utókor krónikái is hirdették igazságosságát. Uralma vége felé a keresztényekkel kegyetlenül bánt, mert I. Iusztinianosz bizánci császárral szövetségeseinek vélte őket. Ennek áldozata lett Boethius is, a római irodalom utolsó nagyobb alakja.
Nemzeti és vallási feszültségek között Theodorik 526. augusztus 30-án meghalt. Utóda, a kiskorú Athalarik helyett leánya, Amalasuintha vezette az ügyeket. Athalarik 534-ben meghalt, Amalasuintha pedig unokatestvérét, Theodatust választotta férjül, aki őt 534-ben megfojttatta. 536-ban agyonverték Theodatust, aki az I. Iusztinianosztól a gótok ellen küldött Flavius Belisarius (Belizár) ellen sem Nápolyt, sem Rómát nem tudta megvédeni. 537–538 között a választott király, Vitigis a keletrómaiak kezébe került Rómát ostromolta. A város ostroma sikertelen volt, sőt, Vitigis Belizár kezébe került, majd Ravenna is. 540-re Belizár az egész Gót Királyságra kiterjesztette a keletrómai fennhatóságot. A rab Vitigist Justinianus császárhoz vitték, Theodorik kincseivel együtt. Konstantinápolyban Vitigis keresztény, szenátor és patricius lett.
A Belizár ellen fellázadó gótok Hildibadot, ennek meggyilkolása után Erarikot, majd Totilát tették királlyá, aki visszafoglalta Itáliát. A háborúk alatt sok ókori római műemlék pusztult el. A keletrómai csapatok előbb Belizár, majd Narszész (Narses) vezetésével próbálták újra leigázni a gótokat. Narszésznek sikerült Totila fölött győzelmet aratni, a küzdelemben a gót király seregének nagy részével együtt elesett.
Az utolsó gót király, Teia lázadása is sikertelen volt, Cumaenál vereséget szenvedett (554). A maroknyira zsugorodott gót sereg szabad elvonulást kapott, és az Alpokon túlra ment. 555-ben az utolsó gót erődítmény, Compsa (Samnium) is megadta magát, a Keleti Gót Birodalom története ezzel véget ért.